# Trude Rosner-Kasowski
Trude Rosner-Kasowski (1899-1970) est une peintre allemande.

## Biographie
Née en province de Silésie, où elle fréquenta l'École royale des arts et métiers de Breslau , elle passait ses étés à Nidden, sur l'isthme de Courlande, alors en province de Prusse-Orientale, et l'hiver, elle séjournait dans les montagnes silésiennes.
Elle se maria à un avocat du nom de Rosner dont elle divorça, et au milieu des années 1930, elle s'installa dans un petit village du comté de Glatz, et elle vendait ses toiles à Altheide-Bad.
Âgée de 47 ans lors de expulsion des Allemands de Silésie, elle y laissa 250 œuvres, considérées aujourd'hui comme perdues.
Elle arriva en 1946 en Basse-Saxe, où, sans sou et sans réputation, elle arriva dans l'Emsland,où elle eut du mal à produire. Dans son nouvel environnement, l'une de ses premières peintures concerna le Geestmoor (de).
3 ans avant sa mort, elle devint aveugle.

## Source
- Fondation culturelle des expulsés allemands (de),  Idis B. Hartmann, Rosner-Kasowski, Trude